# Verona Volley
Verona Volley – żeński klub piłki siatkowej z Włoch. Został założony w 2009 roku z siedzibą w Weronie.